# Барон Трімлстаун

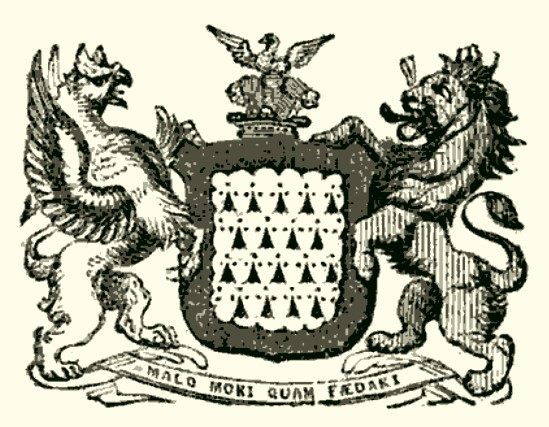
Герб баронів Трімплстаун.

Щит герба баронів Трімпстаун.

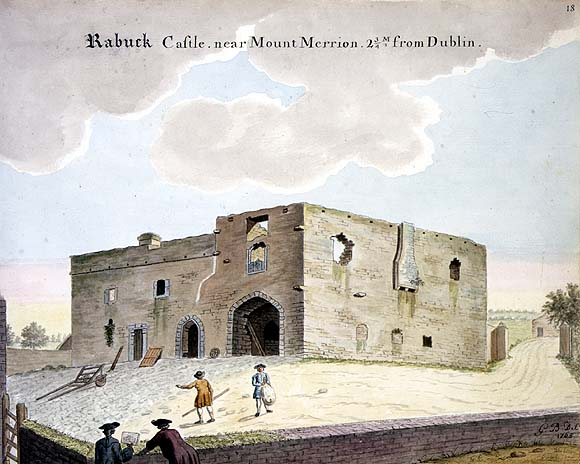
Руїни замку Робак. Малюнок Габріеля Берангера, 1765 рік.

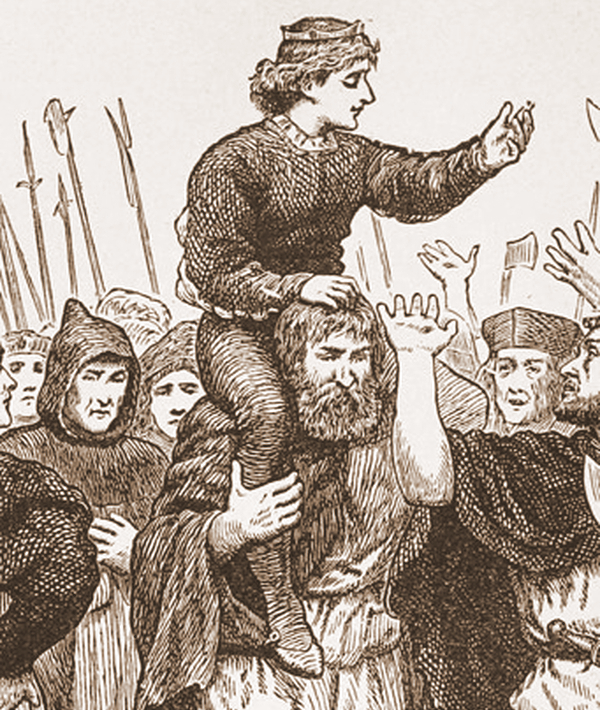
Заколот самозванця Ламберта Сімнела 1487 року.

Барони Трімплстаун (англ. - Baron Trimlestown) – аристократичний титул в Ірландії. Володіли землями в нинішньому графстві Міт.

## Історія баронів Трімплстаун
Титул барон Тріплстаун був створений у 1461 році для сера Роберта Барнеуолла – молодшого брата Ніколаса Барнеуолла – Головного Юстиціарія Парламенту Ірландії. Роберт Барнеуолл був молодшим сином сера Крістофера Барнеуолла – лорда, Верховного Судді Королівської Лави в Ірландії. Роберт Барнеуолл одружився з Елізабет Ле Брун – спадкоємицею земель та замку Робак. Титул успадкував його син Крістофер, що став ІІ бароном Трімплстаун. Крістофер був причетний до змови та заколоту самозванця та англійський трон Ламберта Сімнела, але отримав помилування від короля, як зрештою і всі змовники, в 1488 році. Син Крістофера – Джон успадкував титул і став ІІІ бароном Трімплстаун, отримав посаду лорд-канцлера Ірландії у 1534 році і володів цією посадою до своєї смерті в 1538 році. Титул зник після смерті XVI барона Трімплстаун у 1879 році. На титул претендував Крістофер Патрік Мері Барнеуолл (де-юре XVII барон Трімплстаун) – нащадок Патріка Барнеуолла – другого сина VII барона Тріплстаун. Але він помер, так і не довівши своє право на цей титул. Але в 1893 році молодший брат Чарльз Алозій Барнеуолл отримав титул барона Тріплстаун від Комітету з привілеїв Палати Лордів Парламенту Об’єднаного Королівства Великої Британії та Ірландії. На сьогодні титул належить його онуку, що став ХХІ бароном Трімплстаун, що успадкував цей титул від свого старшого брата в 1997 році. Спадкоємця титулу наразі немає. Тому після смерті нинішнього барона Трімпстаун титул буде вважатися неіснуючим, аж поки хтось не доведе свє право на цей титул. Бо існують ще дві гілки споріднені з баронами Трімплстаун – це віконти Барнеуолл та баронети Барнеуолл з Кіркстауна.  

## Династія баронів Трімплстаун
- Роберт Барнеуолл (помер 1470) – І барон Трімлстаун
- Крістофер Барнеуолл (помер близько 1513 р.) – ІІ барон Трімлстаун
- Джон Барнеуолл (помер 1538) – ІІІ барон Трімлстаун
- Патрік Барнеуолл (помер 1562) – IV барон Трімлстаун
- Роберт Барнеуолл (помер 1573) – V барон Трімлстаун
- Пітер Барнеуолл (помер 1598) – VI барон Трімлстаун
- Роберт Барнуволл (бл. 1574 – 1639) – VII барон Трімлстаун
- Матіас Барнуволл (1614 – 1667) – VIII барон Трімлстаун
- Роберт Барнуволл (помер 1689) – IX барон Трімлстаун
- Матіас Барнуволл (помер 1692) – X барон Трімлстаун
- Джон Барнеуолл (1672 – 1746) – XI барон Трімлстаун
- Роберт Барнеуолл (помер 1779 р.) – XII барон Трімлстаун
- Томас Барнеуолл (помер 1796 р.) – XIII барон Трімлстаун
- Ніколас Барнеуолл (1726 – 1813) – XIV барон Трімлстаун
- Джон Томас Барнеуолл (1773 – 1839) – XV барон Трімлстаун
- Томас Барнеуолл (1796 – 1879) – XVI  барон Трімлстаун
- Крістофер Патрік Мері Барнеуолл (1846 – 1891) – де-юре XVII барон Трімлстаун
- Чарльз Алойзіус Барнеуолл (1861 – 1937) – XVIII  барон Трімлстаун
- Чарльз Алойзіус Барнеуолл (1899 – 1990) – XIX  барон Трімлстаун
- Ентоні Едвард Барнеуолл (1928 – 1997) – XX  барон Трімлстаун
- Реймонд Чарльз Барнеуолл (нар. 1930) – XXI  барон Трімлстаун

На сьогодні спадкоємець титулу невідомий. 